# جيامبيرو فوساتي
جيامبيرو فوساتي (بالإيطالية: Giampiero Fossati)‏ هو سباح إيطالي، ولد في 13 أبريل 1944 في جنوة في إيطاليا.

## وصلات خارجية
- جيامبيرو فوساتي على موقع الاتحاد الدولي للسباحة (الإنجليزية)
- جيامبيرو فوساتي على موقع اللجنة الأولمبية الدولية (الإنجليزية)
- جيامبيرو فوساتي على موقع أوليمبيديا (الإنجليزية)